# Nsok
Nsok è una città della Guinea Equatoriale. Si trova nella Provincia Kié-Ntem e ha 4.620 abitanti.